# Seth Quintero
Pas d'image ? Cliquez ici
Seth Quintero, né le 12 septembre 2002 à San Marcos,, Californie, est un pilote automobile américain de rallye-raid.

## Biographie
Seth a grandi à San Marcos en Californie où sa famille passait ses loisirs dans le désert. Il a fait du quad pour la première fois à l'âge de quatre ans. En 2022 au Rallye Dakar, il remporte douze des treize étapes dans la catégorie Prototypes légers, à seulement 19 ans.

## Palmarès

### Résultats au Rallye Dakar
| Année | Catégorie         | Marque       | Position | Victoires d'étapes |
| ----- | ----------------- | ------------ | -------- | ------------------ |
| 2021  | Prototypes légers | OT3          | 18e      | 6                  |
| 2022  | Prototypes légers | OT3          | 16e      | 12                 |
| 2023  | Prototypes légers | Can-Am       | 2e       | 2                  |
| 2024  | Autos             | Toyota Hilux | 42e      | -                  |

### Résultats autres courses
- 2022 : 10e du classement championnat du monde Rally (Autos)
- 2023 : 10e du classement championnat du monde Rally (Autos)